# Geosesarma
Geosesarma ist eine Gattung der Krabben aus der Familie der Sesarmidae. Sie leben in Südostasien meist in der Nähe von Flüssen und Seen, halten sich aber vorwiegend an Land auf. Einige Arten werden wegen ihrer Färbung und der Möglichkeit, sie zusammen mit Pflanzen halten zu können, in alle Welt exportiert. Wegen ihrer geringen Größe können sie auch in kleineren Aquaterrarien gehalten werden. Wegen der auffällig gefärbten Augen der zuerst importierten Formen und Arten werden sie als Vampirkrabben bezeichnet.

## Merkmale
Die Geosesarma-Arten unterscheiden sich von anderen Gattungen der Süßwasserkrabben durch relativ große Eier mit mindestens 1 mm Durchmesser. Die Larvenentwicklung ist bei dieser Gattung verkürzt, aus den Eiern schlüpfen bei den meisten Arten späte Zoea-Larven oder voll entwickelte Jungtiere. Dadurch ist eine Rückkehr ins Wasser zur Eiablage wie bei anderen Gattungen nicht mehr erforderlich. Die Angehörigen der Gattung leben daher semiterrestrisch.
Es handelt sich um sehr kleine Krabben, die auch als geschlechtsreife Tiere eine Panzerbreite von 10 bis 30 Millimeter selten überschreiten. Sie sind meist auffällig violett oder orange bis orangerot gefärbt.
Ihr Panzer (Carapax) ist etwas breiter als lang, von oben gesehen wirken diese Krabben fast quadratisch. Der Carapax ist gut kalzifiziert und besitzt eine raue Oberfläche. Sie haben sieben Abdominalsegmente. Die Augen sind groß und ihre Stiele reichen bis zum Rand des Carapax. Unterhalb der Augen ist der Carapax behaart. Das basale Antennensegment ist verdickt. Das dritte, außen stehende Paar von Maxillipeden bedeckt den Mund nicht vollständig, auch in geschlossenem Zustand bleibt eine deutliche Lücke zwischen diesen Maxillipeden. Der Merus der dritten Maxillipeden zeigt eine deutliche, schmale Leiste, die schräg über die Oberfläche verläuft und bei anderen Gattungen fehlt. Die Schreitbeine sind nicht abgeflacht und besitzen keine Fransen wie die verwandte Gattung Varuna.

## Geschlechtsunterschiede
Wie dies bei allen Krabben der Fall ist, haben Männchen eine schmale Bauchklappe, Weibchen eine breite.

## Verbreitung und Systematik
Ihr Hauptverbreitungsgebiet der Gattung ist Ostasien, wo es auf vielen Inseln eigene endemische Arten gibt. Ihre nördliche Verbreitung reicht bis Taiwan und die Philippinen. Da die Larvenentwicklung bei dieser Gattung nicht mehr in Flüssen oder im Meer stattfindet, werden die Jungtiere nicht von den Strömungen verbreitet. Die einzelnen Arten bleiben daher auf kleine Verbreitungsgebiete beschränkt. Von den Forschern werden immer wieder neue Arten gefunden und beschrieben. Die Gruppe ist aber wahrscheinlich nicht monophyletisch.

## Arten

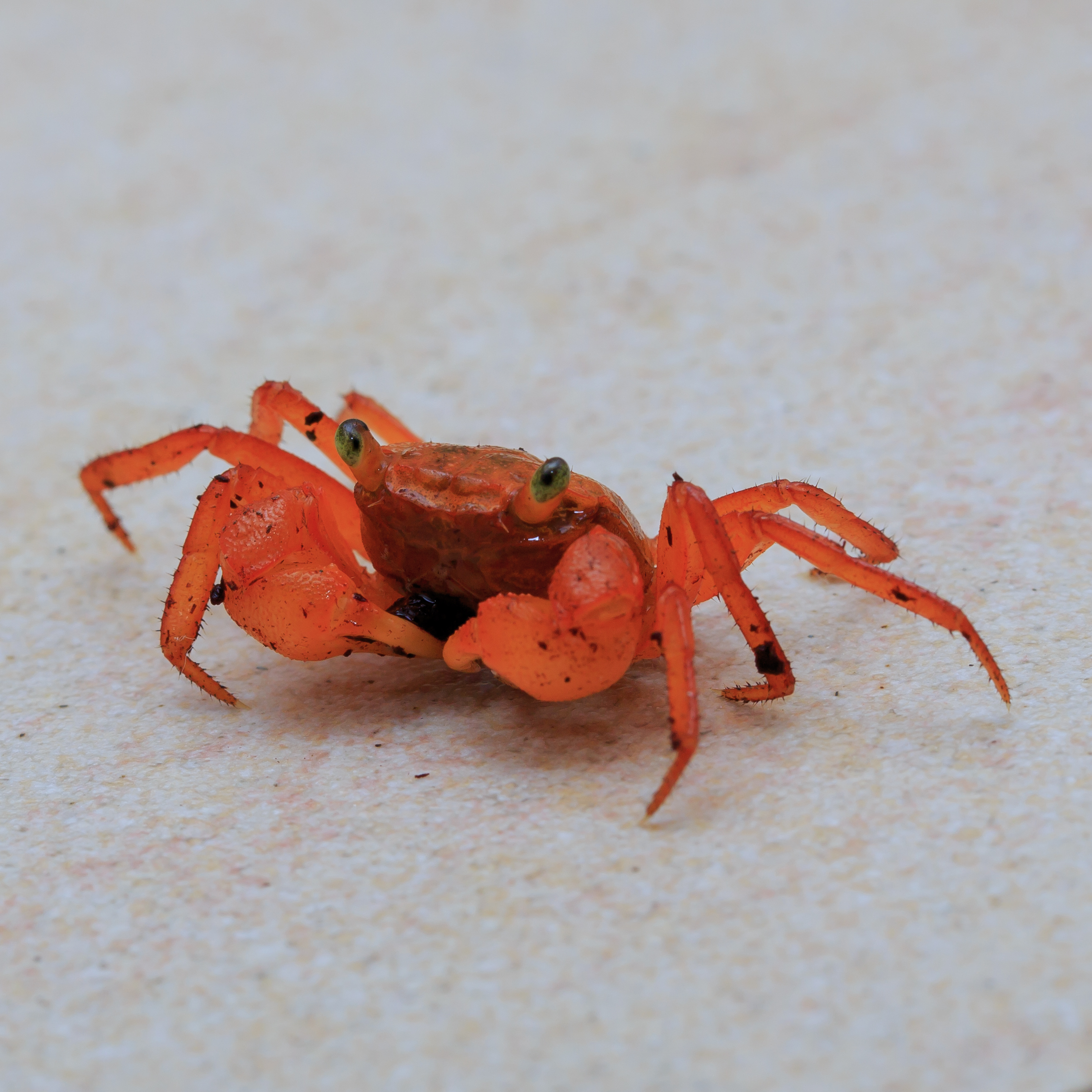
Rote Silam Krabbe Geosesarma aurantium

Geosesarma wurde früher zur Familie Grapsidae (Quadratkrabben) gezählt, später jedoch mit anderen Gattungen in die Familie Sesarmidae gestellt. 1970 waren 23 Arten bekannt, bis 2009 wurden insgesamt 43 Arten beschrieben. Nach Peter Ng von der „National University of Singapore“ waren im Jahr 2015 53 Arten der Gattung Geosesarma der Wissenschaft bekannt, im Juni 2025 waren es 75 Arten:
- Geosesarma aedituens Naruse & Jaafar, 2009[4], (Bali, Indonesien)
- Geosesarma albomita Yeo & Ng, 1999[5] (Tioman, Malaysia)
- Geosesarma ambawa Ng, 2015
- Geosesarma amphinome (De Man, 1899)
- Geosesarma anambas Ng, Wowor & Yeo, 2023
- Geosesarma araneum (Nobili, 1900)
- Geosesarma aurantium Ng, 1995 (Mount Silam, Malaysia)
- Geosesarma batak Manuel-Santos, Ng & Freitag, 2016
- Geosesarma bau Ng & Grinang, 2004
- Geosesarma bicolor Ng & Davie, 1995
- Geosesarma bintan Schubart & Ng, 2014
- Geosesarma bunian Ng, Khadijah-Ahmad & Ahmad, 2025
- Geosesarma cataracta Ng, 1986
- Geosesarma celebense (Schenkel, 1902)
- Geosesarma cikaniki Ng & Wowor, 2019
- Geosesarma confertum (Ortmann, 1894)
- Geosesarma danumense (Ng, 2002 [6]
- Geosesarma demani (Bürger, 1893)
- Geosesarma dennerle Ng, Schubart & Lukhaup, 2015 (Java)
- Geosesarma faustum Ng, 2017
- Geosesarma foxi (Kemp, 1918)
- Geosesarma garutense Ng & Wowor, 2022
- Geosesarma gordonae Serène, 1968)
- Geosesarma gracillimum (De Man, 1902)
- Geosesarma hagen Ng, Schubart & Lukhaup, 2015 (Java)
- Geosesarma hashimi Ng, Wowor & Yeo, 2023
- Geosesarma hednon Ng, Liu & Schubart, 2004[7] (Taiwan und Philippinen)
- Geosesarma ianthina Pretzmann, 1985
- Geosesarma insulare Ng, 1986
- Geosesarma johnsoni (Serène, 1968)
- Geosesarma katibas Ng, 1995
- Geosesarma krathing Ng & Naiyanetr, 1992
- Geosesarma larsi Ng & Grinang, 2018 (Sarawak, Borneo)
- Geosesarma lawrencei Manuel-Santos & Yeo, 2007
- Geosesarma lebak Ng & Wowor, 2019
- Geosesarma leprosum (Schenkel, 1902)
- Geosesarma maculatum (De Man, 1892) (Indonesien)
- Geosesarma malayanum Ng& Lim in Ng, 1986
- Geosesarma mirum Shy & Ng, 2019
- Geosesarma nannophyes (De Man, 1895)
- Geosesarma nemesis Ng, 1986
- Geosesarma nigripes Ng & Wowor, 2024
- Geosesarma noduliferum (De Man, 1892)
- Geosesarma notophorum Ng & Tan, 1995
- Geosesarma ocypodum (Nobili, 1900) (Singapur, Malaysia, Sumatra)
- Geosesarma penangense (Tweedie, 1940)
- Geosesarma peraccae (Nobili, 1903) (Singapur)
- Geosesarma pontianak Ng, 2015
- Geosesarma protos Ng & Takeda, 1992 (Mindanao, Philippinen)
- Geosesarma pylaemenes Ng, 2015
- Geosesarma raj Schubart & Ng 2014
- Geosesarma rathbunae (Serène, 1968) (Panay, Philippinen)
- Geosesarma riani Ng & Wowor, 2024
- Geosesarma robustum Ng & Wowor, 2019
- Geosesarma rouxi (Serène, 1968)
- Geosesarma sabanum Ng & Takeda, 1992[6]
- Geosesarma sarawakense (Serène, 1968)
- Geosesarma scandens Ng, 1986 (Selangor, Malaysia)
- Geosesarma schubarti Shahdadi & Ng, 2024
- Geosesarma sekop Ng & Wowor, 2019
- Geosesarma serenei Ng, 1986 (Perak, Malaysia)
- Geosesarma sinuofrontatum (Roux, 1933)
- Geosesarma sodalis Ng, 2021
- Geosesarma solomonense(Serène, 1968)
- Geosesarma spectrum Ng & Ng, 2019
- Geosesarma starmuehlneri Pretzmann, 1984
- Geosesarma sukabumi Ng & Wowor, 2019
- Geosesarma sumatraense Ng, 1986
- Geosesarma sylvicola (De Man, 1892)
- Geosesarma tagbanua Manuel-Santos, Ng & Freitag, 2016
- Geosesarma ternatense (Serène, 1968) (Indonesien)
- Geosesarma teschi Ng, 1986
- Geosesarma tiomanicum Ng, 1986 (Malaysia)
- Geosesarma todaeng Ng, Yeesin & Promdam, 2023
- Geosesarma vicentense Rathbun, 1914 (Luzon, Philippinen)

## Haltung

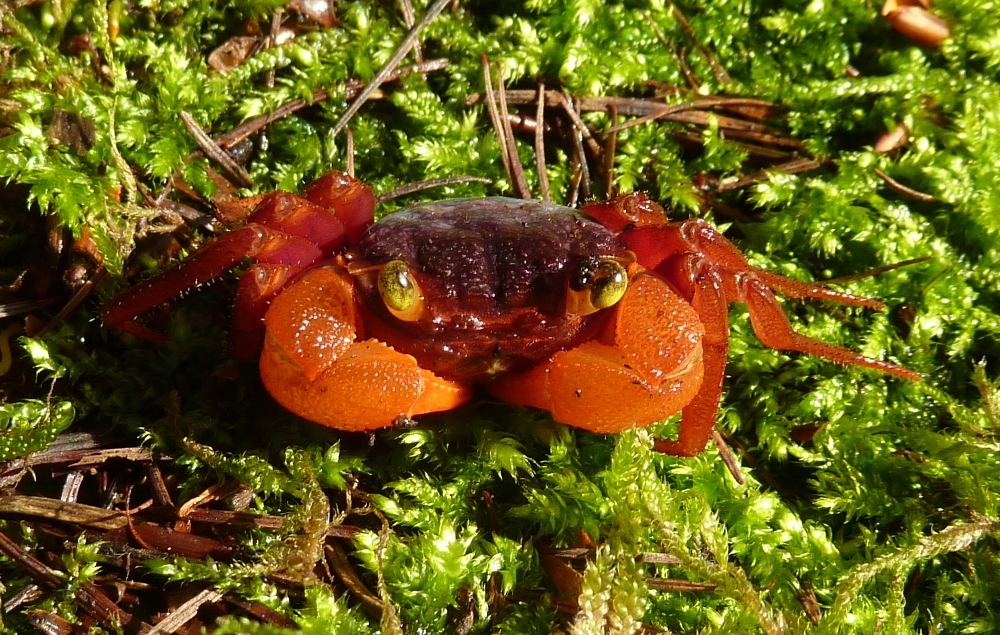
Geosesarma notophorum, eine der Arten im Handel.

Seit 2006 wird die von der Insel Java stammende Art Geosesarma dennerle als „Vampirkrabbe“ für die Terrarienhaltung exportiert. Auffällig sind die lila Zeichnungen auf dem Carapax und die orangefarbenen Augen des zunächst alleinig importierten Taxons der Art.
Später kamen auch andere Geosesarma-Arten in den Handel, darunter die Mandarinkrabbe (Geosesarma notophorum), Geosesarma hagen und eine bislang bei Geosesarma dennerle eingeordnete Form als Geosesarma sp. „blue“ sowie die jetzt als Nominatform von Geosesarma dennerle beschriebene, damals als Geosesarma bicolor importierte Form, die „Zweifarbige Vampirkrabbe“, dunkelviolett mit einem hellgelben Fleck auf dem Rücken und gelben Augen. Darüber hinaus ist auch Geosesarma krathing, „Orange Vampirkrabbe“ oder „Orangeköpfchen“ genannt, im Handel erhältlich.
Eine weitere, in der Terraristik recht weit verbreitete Art, ist die sogenannte Disco-Vampirkrabbe. Die Tiere werden mittlerweile als Geosesarma cf. tiomanicum bezeichnet.
Eine Nachzucht im Aquarium mit großem Landteil oder im Terrarium ist problemlos möglich. Die Krabben halten sich meist an Land auf. Vampirkrabben sind karnivor. Gegenüber Artgenossen und Jungtieren verhält sie sich friedlich, nicht jedoch gegenüber anderen Arten der Gattung.